# インブリー郡
座標: 北緯15度0分28秒 東経100度19分37秒 / 北緯15.00778度 東経100.32694度
インブリー郡（インブリーぐん）はタイ中部・シンブリー県にある郡（アムプー）。

## 名前
インブリーとは「帝釈天（インドラ）の街」という意味である。

## 歴史
インブリーは1369年ラメースワン王によって建てられ、北方のチャイナートすなわち初期アユタヤ王朝におけるスコータイ王朝への防御のための市となった。インブリーは最初、ワット・プラーサートの周辺にあったが、その後、ワット・ボートに移動した。
その後、街はビルマの侵攻に対する防衛都市へと変貌、チャクラパット王時代には大いに防衛に貢献し、1764年、エーカタットは対ビルマ戦のため軍を配置した。
ラーマ5世（チュラーロンコーン）の治世にはモントン・クルンカオに編入されその後、1895年シンブリー県の郡の一つとなった。

## 地理
チャオプラヤー川の形成した平地にある。主な水源はチャオプラヤー川である。
国道32号線が南北に延びており北にパユハキーリー、南はシンブリーと通じる。国道311号線も南北に延びており、北にチャイナート、南にシンブリーと通じている。

## 経済
郡内の主な産業は農業で、コメが生産されている。また郡内には、イントーン工業団地がある。

## 行政区分
郡内には10のタムボンがあり、さらにその下位に105の村（ムーバーン）がある。自治体（テーサバーン）があり、以下のようになっている。
- テーサバーンタムボン・インブリー・・・タムボン・インブリーの一部

また、郡内には10のタムボン行政体（オンカーンボーリハーンスワンタムボン）がある。
1. タムボン・インブリー・・・ตำบลอินทร์บุรี
2. タムボン・プラスック・・・ตำบลประศุก
3. タムボン・タイヤー・・・ตำบลทับยา
4. タムボン・ギウラーイ・・・ตำบลงิ้วราย
5. タムボン・チーナムラーイ・・・ตำบลชีน้ำร้าย
6. タムボン・ターガーム・・・ตำบลท่างาม
7. タムボン・ナムターン・・・ตำบลน้ำตาล
8. タムボン・トーンエーン・・・ตำบลทองเอน
9. タムボン・フワイチャン・・・ตำบลห้วยชัน
10. タムボン・ポーチャイ・・・ตำบลโพธิ์ชัย